# Feliks Strzelecki

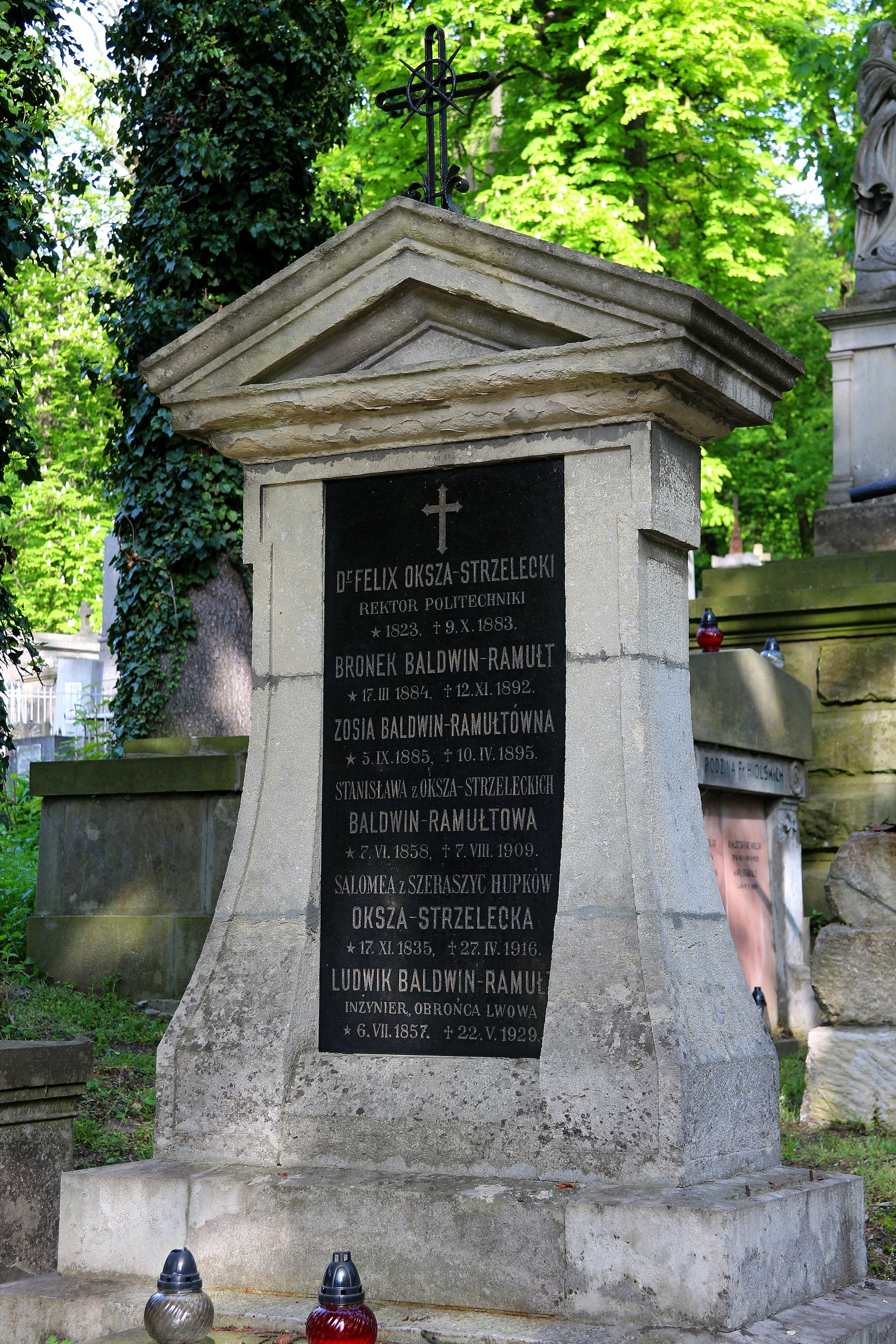
Grób Feliksa Strzeleckiego

Feliks Józef Strzelecki herbu Oksza (ur. 1 czerwca 1823 w Goleszowie, zm. 9 września 1883 we Lwowie) – fizyk, profesor i rektor Szkoły Politechnicznej we Lwowie, działacz społeczny

## Działalność naukowa
Ukończył gimnazjum w Tarnowie (1842). Studiował prawo (1842–1843) a następnie w latach 1843–1848 fizykę i matematykę na uniwersytecie w Wiedniu. Doktorat filozofii w zakresie fizyki uzyskał na uniw. we Lwowie (1849). Początkowo pracował jako nauczyciel fizyki w II Gimnazjum im. Franciszka Józefa I we Lwowie (1849–1856). Następnie od 1856 był profesorem Akademii Technicznej we Lwowie, od marca tego roku kierował Katedrą Fizyki Ogólnej i Technicznej, gdzie wykładał fizykę doświadczalną. W pracy naukowej zajmował się zagadnieniami optyki oraz podstawami termodynamiki, m.in. podał dowód matematyczny powstawania w zwierciadłach obrazów pod danym kątem. Prowadził także badania fizyczne powietrza we Lwowie.
Dyrektor (1871) a następnie pierwszy rektor (1872–1874) a w latach 1874–1875 prorektor Akademii Technicznej we Lwowie. Przyczynił się do rozwoju i unowocześnienia uczelni, w której wprowadził polski język wykładowy. Za jego rządów powołano osiem nowych katedr, wprowadzono trzy kierunki kształcenia (inżynierię, architekturę i chemię techniczną). Doprowadził także do zrównania płac naukowców na uczelni z uniwersyteckimi. Po przekształceniu w 1877 uczelni w Szkołę Politechniczną, w latach 1878–1880 był dziekanem Wydziału Budownictwa. Od 16 listopada 1867 członek Towarzystwa Naukowego Krakowskiego. Od 1873 członek czynny Wydziału Matematyczno-Przyrodniczego Akademii Umiejętności w Krakowie. Był członkiem korespondentem Academie des Sciences w Paryżu. W 1882 z powodu choroby przeszedł na emeryturę. Jego uczniem był Łukasz Bodaszewski.

### Prace Feliksa Strzeleckiego
- Teoria eliminacji Kramera, Lwów 1851,
- Badania fizykalne, Lwów 1861,
- Wykład z fizyki, Lwów 1865,
- Theorie der Schwingungscurven, denen zwei elementare Schwingungen zu Grundeliegen, Lwów 1867, Wien 1872
- O czystości powietrza. Rzecz oparta na analizie matematycznej w: „Pamiętnik Akademii Umiejętności w Krakowie, Wydział Matematyczno-Przyrodniczy” T. 1, Kraków 1874,

## Działalność społeczna
Czynnie uczestniczył w życiu społecznym i politycznym Lwowa i Galicji. Radny miasta Lwowa, prezes jej  Sekcji V, zajmującej się oświatą i wychowaniem. Był kuratorem studenckiego Towarzystwa Bratniej Pomocy (1867–1882). Propagator nauk ścisłych – przyczynił się do szerszego nauczania przedmiotów ścisłych w gimnazjach galicyjskich oraz do utworzenia kursów pedagogicznych dla kobiet we Lwowie. Członek i działacz Towarzystwa Pedagogicznego we Lwowie w którym był członkiem zarządu (1868), wiceprezesem (1869–1870) i prezesem (1870–1872). W latach 1870–1873 prezes Towarzystwa dla Pielęgnowania i Rozpowszechniania Wiadomości Technicznych, Przemysłowych i Przyrodniczych. Członek i działacz Galicyjskiego Towarzystwa Gospodarskiego. Członek Komitetu GTG (30 stycznia 1866 – 16 lutego 1868, 28 czerwca 1870 – 25 czerwca 1872).
Pochowany na Cmentarzu Łyczakowskim we Lwowie.

## Wyróżnienia
Od 1872 członek honorowy Towarzystwa Pedagogicznego we Lwowie. Od 1875 członek honorowy Towarzystwa Bratniej Pomocy we Lwowie. Po przejściu na emeryturę w 1882 przyznano mu dożywotnią pensję profesorską i honorowy tytuł radcy dworu.

## Rodzina
Urodził się w rodzinie ziemiańskiej, syn powstańca listopadowego Kazimierza i Marianny z Czerskich. Ożenił się z Salomeą z Hupków. Mieli córkę Stanisławę Stefanię (1858–1909) żonę architekta Ludwika Ramułta (1857–1929).